# Keresztesi
A Keresztesi régi magyar családnév, amely a származási helyre utalhat: Biharkeresztes (Hajdú-Bihar vármegye), Mátrakeresztes, (Nógrád vármegye), Mezőkeresztes (Borsod-Abaúj-Zemplén vármegye), Sárkeresztes (Fejér vármegye), Vaskeresztes (Vas vármegye), Keresztes (Románia, korábban Torda-Aranyos vármegye), Kiskeresztes és Nagykeresztes (Románia, korábban Szolnok-Doboka vármegye), Temeskeresztes (Románia, korábban Temes vármegye), Torontálkeresztes (Románia, korábban Torontál vármegye), Komlóskeresztes (Szlovákia, korábban Sáros vármegye.

## Híres Keresztesi nevű személyek
Keresztesi
- Keresztesi Pál (?–1734) magyar orvosdoktor
- Keresztesi Béla (1922–2001) magyar erdőmérnök, dendrológus

Keresztessy
- Keresztessy József (1819–1895) vívómester, a magyar kardvívóiskola megalapítója
- Keresztessy József (1885–1962) olimpiai ezüstérmes tornász, előbbinek az unokája
- Kosztáné Keresztessy Ágnes, írói neve: K. Keresztessy Ágica (1890–1960) erdélyi magyar költő, újságíró